# Phalloceros enneaktinos
Phalloceros enneaktinos är en fiskart som beskrevs av Paulo Henrique Franco Lucinda 2008. Phalloceros enneaktinos ingår i släktet Phalloceros och familjen Poeciliidae. Inga underarter finns listade i Catalogue of Life.